# Riner
Riner es un municipio español de la provincia de Lérida, situado al sureste de la comarca del Solsonés, en el límite con el Bages. La capital municipal es El Miracle, donde se halla el santuario homónimo. Incluye además las entidades de Freixinet, Riner, Santa Susanna y Su, esta última incorporada al municipio a mediados del siglo XIX.

## Geografía humana

### Demografía
Cuenta con una población de 262 habitantes (INE 2024).
| Gráfica de evolución demográfica de Riner entre 1842 y 2021 |
| |
| Población de derecho según los censos de población del INE Población de hecho según los censos de población del INEEn estos censos se denominaba Rivor, Santa Juana y Tecivinet: 1842 Entre el censo de 1857 y el anterior, crece el término del municipio porque incorpora a 255352 (Sú) |

| 1900 | 1930 | 1950 | 1970 | 1981 | 1986 |
| ---- | ---- | ---- | ---- | ---- | ---- |
| 471  | 580  | 545  | 356  | 284  | 281  |

## Lugares de interés
- Santuario del Miracle
- Iglesia de Santa María de Su